# Betänkande
Riksdagen: Utskottsbetänkande. En skrivelse (rapport) från ett utskott till riksdagen med motiverat förslag till riksdagsbeslut, det vill säga om hur riksdagen ska besluta om förslagen i propositioner, motioner m.m. 
Regeringen: Utredningsbetänkande. Rapport och förslag från en av regeringen tillsatt utredning eller kommitté, vanligen publicerad i Statens offentliga utredningar (SOU) eller som Departementsserien (Ds).